# Falsterbo Horse Show
Falsterbo Horse Show är en årlig hästshow som anordnas i Falsterbo i juli. Tävlingsklasserna spänner från internationella klasser på nivån CDIO5*/CDI3* i dressyr och CSIO5* i hoppning till klasser på Regional nivå. Falsterbo Horse Show bjuder på världsstjärnor från OS, VM och EM inom hoppning och dressyr, samt den kommande framtiden i ungdomstävlingarna. FEI Nations Cup är en av tävlingarna som arrangeras under evenemanget. Sedan 2014 avgörs finalen i Elitserien av Ridsportallsvenskan under Falsterbo Horse Show, finalen rids i två omgångar på separata dagar.

## Historia
Under 1930-talet började Malmö ridklubb att arrangera tävlingar i Falsterbo. Under 1960-talet övertar Malmö civila ryttarförening ansvaret för tävlingarna. Ny mark införskaffas i Falsterbo och tävlingarna växer. 1969 anordnades det första svenska derbyt i hoppning och 1971 startade de första utländska ekipagen i tävlingen. 1983 tillträdde Jan-Olof Wannius posten som Show Director. 1986 övertog Falsterbo Horse Show AB hela ansvaret för evenemanget, samma år fick tävlingarna internationell status och det är även premiäråret för Nations Cup i Falsterbo.
År 2025 bytte tävlingen mycket kortvarigt namn från Falsterbo Horse Show till Al Shira’aa Falsterbo Horse Show efter att ha blivit sponsrad av Al Shira’aa Stables som ägs av schejka Fatima bint Hazza bin Zayed al Nahyan som tillhör Abu Dhabis kungafamilj. Efter kritik gällande valet av samarbetspartner avslutade man samarbetet och bytte tillbaka till det tidigare namnet.